# 趙昌運
趙昌運（1583年—？），字五期，號瓦亭，陕西西安府临潼县人，明朝政治人物。

## 生平
万历三十四年（1606年）丙午科陕西乡试举人，萬曆三十五年（1607年）丁未科進士，户部觀政，本年六月授四川铜梁知县，三十八年调榆次县，四十六年升礼部主事，天启五年六月山西道御史刘弘光糾劾其为门户党邪，被削籍为民。

## 家族
曾祖趙永嘉。祖父趙维屏，贡士贈文林郎知县。父趙光裕，文林郎知县。母杨氏，封孺人。具庆下。弟趙際運。